# Ernst Heuser
Ernst Dines Heuser (22. august 1886 Hundborg ved Thisted) var en dansk atlet, snedker og forvalter medlem af Københavns FF/Københavns IF. Han vandt tre danske mesterskaber i højdespring; 1913, 1914 og 1916 samt et på 4 x 100 meter. Derudover havde han den danske rekord på 1,80 meter. Han var fra 1920 træner i Københavns IF.

## Danske mesterskaber
- Guld ???? 4 x 100 meter
- Bronze 1918 Længdespring 6,34
- Bronze 1917 Højdespring 1,60
- Bronze 1917 Længdespring 6,33
- Guld 1916 Højdespring 1,75
- Sølv 1915 Højdespring 1,65
- Guld 1914 Højdespring 1,68
- Guld 1913 Højdespring 1,745
- Bronze 1913 Længdespring 6,19
- Sølv 1912 Højdespring 1,72

## Personlige rekorder
- 110 meter hæk: 18.8 Østerbro 11. august 1912
- Højdespring: 1.80 1914
- Længdespring: 6.56 Malmö 27. juli 1913.